# XXXXII Korpus Armijny (III Rzesza)
XXXXII Korpus Armijny – korpus piechoty Wehrmachtu, uczestniczył w inwazji na Francję i ataku na Związek Radziecki.
Korpus został sformułowany 29 stycznia 1940 roku na ziemiach okupowanej Polski. Uczestniczył w inwazji na Francję oraz w ataku na ZSRR. Rozbity został przez Armię Czerwoną w lutym 1944 roku pod Czerkasami. Ponownie został utworzony w kwietniu 1944 roku.
W 1945 roku XXXXII  Korpusem Piechoty dowodził gen. Hermann Recknagel. Korpus składał się z czterech dywizji piechoty i podlegał dowództwu 4 Armii Pancernej. W czasie ofensywy rozpoczętej 12 stycznia 1945 roku, został zniszczony na ziemiach polskich przez Armię Czerwoną, w rejonie przyczółka baranowsko-sandomierskiego. Dowództwo XXXXII KA zostało rozwiązane w lutym 1945 roku.

## Dowódcy
- gen. Franz Mattenklott (sierpień 1942)
- gen. Hermann Recknagel

## Struktura organizacyjna
Skład korpusu w 1942 roku:
- 46 Dywizja Piechoty
- 132 Dywizja Piechoty
- 8 Dywizja Kawalerii (rumuńska)
- 8 Dywizja Górska (rumuńska)
- 18 Dywizja Piechoty (rumuńska)
- 19 Dywizja Piechoty (rumuńska)

Skład korpusu w 1945 roku:
- 342 Dywizja Piechoty
- 72 Dywizja Piechoty
- 88 Dywizja Piechoty
- 291 Dywizja Piechoty